# Список аэродромов Бурятии

## Список аэропортовБурятии
| Населённый пункт | Код ИАТА | Код ИКАО | Внутр. код | Название аэропорта | Длина ВПП | Статус            |
| ---------------- | -------- | -------- | ---------- | ------------------ | --------- | ----------------- |
| Багдарин         | —        | УИУБ     | БДБ        | Багдарин           | 1700 м    |                   |
| Нижнеангарск     | —        | УИУН     | НЖГ        | Нижнеангарск       | 1653 м    |                   |
| Таксимо          | —        | УИКГ     | ТИО        | Таксимо            | 1800 м    |                   |
| Улан-Удэ         | UUD      | UIUU     | УЛЭ        | Байкал             | 2997 м    | межд., фед. знач. |
| Усть-Баргузин    | —        | —        | —          | Усть-Баргузин      | ~1600 м   |                   |

## Список аэродромов совместного базированияБурятии
| Регион  | Город    | Наименование аэродрома | Вид аэродрома     | Федеральный орган исполнительной власти, в ведении которого находится аэродром | Федеральный орган исполнительной власти и (или) организация, которым разрешено совместное базирование |
| ------- | -------- | ---------------------- | ----------------- | ------------------------------------------------------------------------------ | --- |
| Бурятия | Улан-Удэ | Байкал                 | гражданский       |                                                                                | Минобороны РФ                                                                                         |
| Бурятия | Улан-Удэ | Восточный              | экспериментальный | Минпромэнерго РФ                                                               | Минобороны РФ                                                                                         |

## Военные аэродромыБурятии
| Наименование аэродрома | Индекс* | ВПП (длина и ширина) | Типы базирующихся воздушных судов | Вид войск, объединение, соединение, подразделение** | Примечания |
| ---------------------- | ------- | -------------------- | --------------------------------- | --------------------------------------------------- | ---------- |
| Джида                  | ЬИДД    | 2500х40 м            | Су-24                             | ВВС > 14 А ВВС и ПВО > 21-я САД > 2-й ГБАП          |            |

## Сокращения
- межд. — международный аэропорт (то есть включенный в Перечень международных аэропортов, составляемый Росавиацией)
- фед. знач. — аэропорт федерального значения (то есть включенный в Реестр аэродромов федерального значения, составляемый Росавиацией)